# Prieobrażenskij (Kraj Krasnojarski)
Prieobrażenskij (ros. Преображенский) – osiedle w Rosji, w Kraju Krasnojarskim, w rejonie nazarowskim. W 2010 liczyło 1708 mieszkańców.